# Röntgenbuis

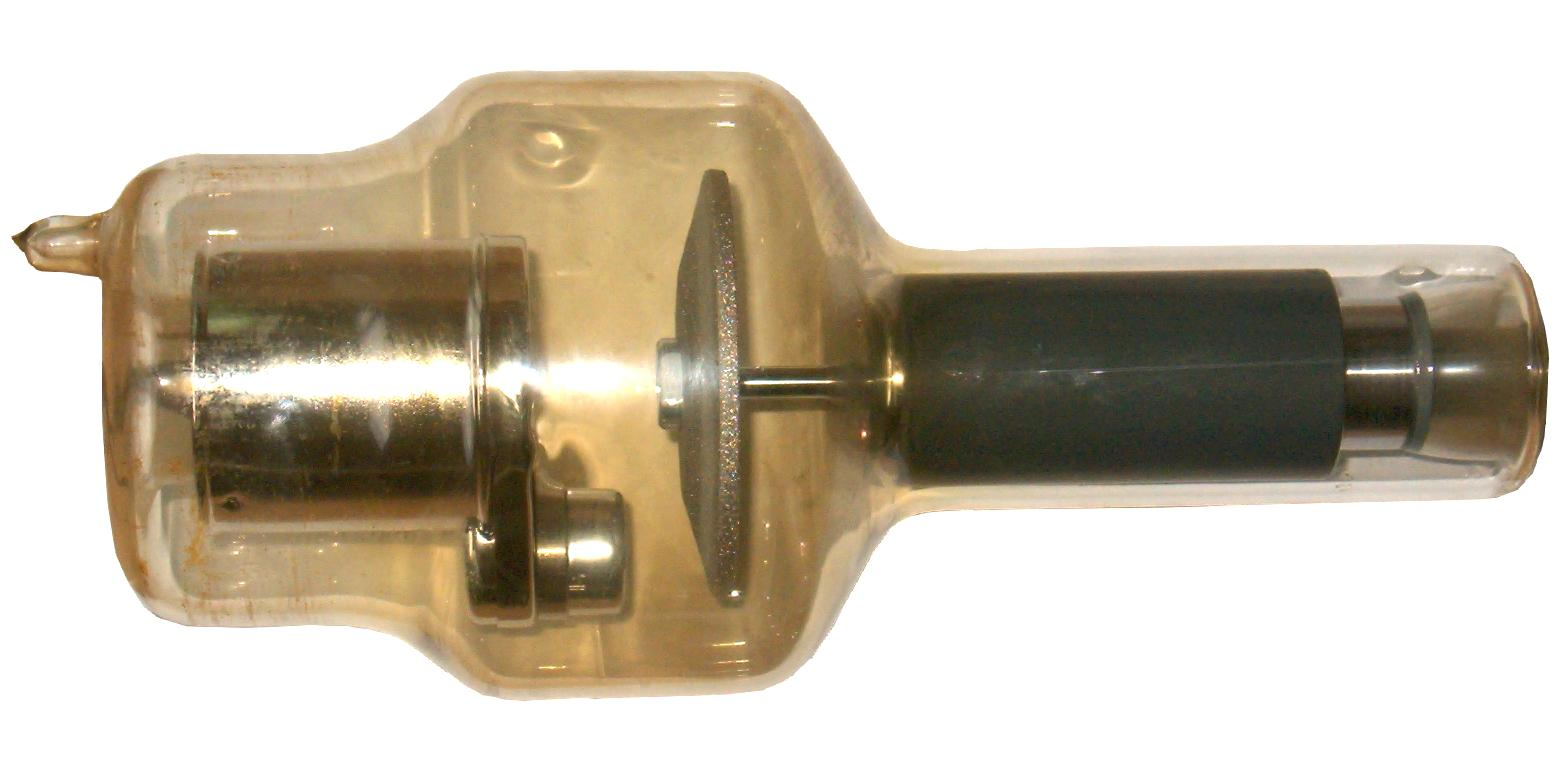
röntgenbuis met draaiende anode

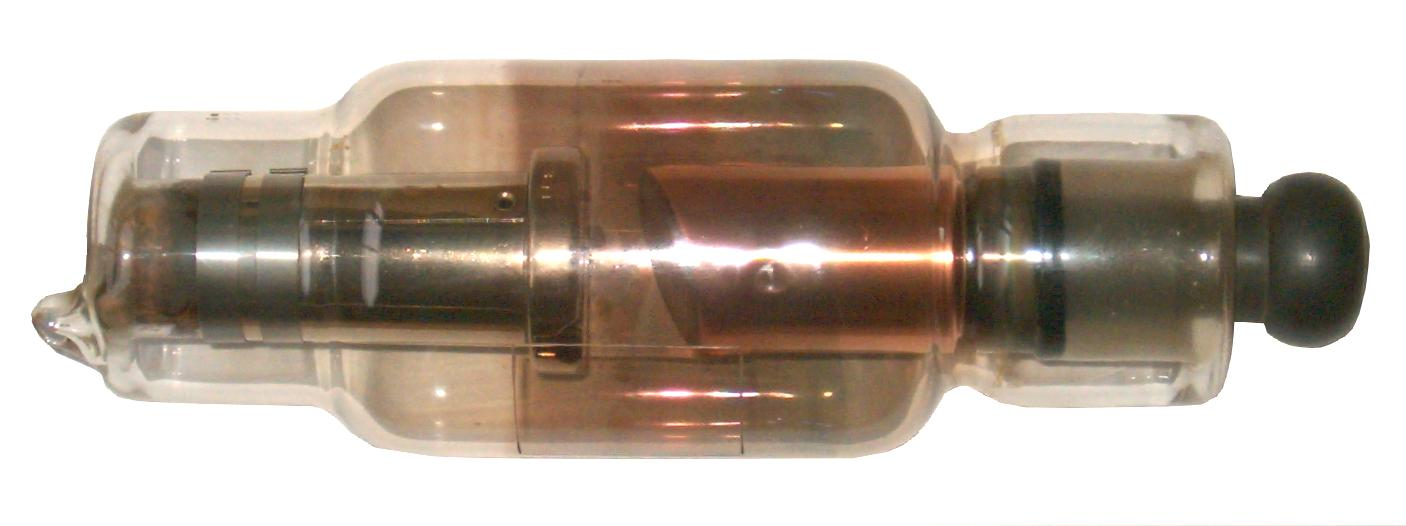
röntgenbuis met vaste anode

Een röntgenbuis is een elektronenbuis die wordt gebruikt om röntgenstraling te genereren door elektronen op een doelmateriaal te laten vallen. Het doelmateriaal wordt hierdoor sterk verhit en moet worden gekoeld om te voorkomen dat het smelt.

## Geschiedenis
Na de ontdekking van de röntgenstraling door Wilhelm Conrad Röntgen in 1895 maakte de röntgentechniek een stormachtige ontwikkeling door. Aanvankelijk werd deze ontwikkeling gestuurd door de samenwerking tussen technici en artsen. Medici gebruikten röntgenbuizen in hun apparatuur voor het maken van de röntgenfoto’s. Vanaf de jaren 20 van de twintigste eeuw ontstonden ook technische toepassingen zoals het controleren van lasnaden. Aanvankelijk werd de Nederlandse markt beheerst door grote Duitse producenten, met name Siemens & Halske, Reiniger Gebbert & Schall AG en de Veifa-Werke. Het apparaat van de Veifa-Werke uit 1912 kreeg de futuristische naam Blitzapparat. Tijdens de Eerste Wereldoorlog kwamen aan de aanvoer en reparaties in Duitsland een einde, reden voor vooraanstaande Nederlandse röntgenologen om zich tot de Philips’ Gloeilampenfabriek te wenden. Dit resulteerde begin jaren 20 van de twintigste eeuw in het op de markt brengen van de Metalix. In 1925 werd in Rijswijk de NV Enraf opgericht die zich ook bezighield met röntgentechniek. De naam Enraf stond voor Eerste Nederlandse Röntgen Apparaten Fabriek.

## Techniek
In een röntgenbuis wordt in een goed vacuüm (10−5 pascal) een gloeidraadje, de kathode, door een gloeistroom heet gemaakt. Bij ~2700 K komt er om het wolfraam draadje een wolk elektronen te hangen die bij deze temperatuur uit het materiaal kunnen ontsnappen. Deze elektronen worden door een sterk elektrisch veld (30-150 kV afhankelijk van de toepassing) over een paar millimeter naar een anode versneld. Deze anode is gemaakt van een metaal. In het anodemateriaal worden de elektronen nu sterk afgeremd, en daarbij wordt röntgenstraling geproduceerd die een energie heeft tussen 0 en de totale spanning van het elektrisch veld. Deze straling wordt remstraling genoemd. Bovendien zullen veel van de elektronen afremmen door te botsen met elektronen in het anodemateriaal en atomen ioniseren door elektronen uit de binnenste schillen los te maken. Bij het terugvallen van elektronen naar die binnenste schillen komt zogenaamde karakteristieke straling vrij die afhankelijk is van het metaal waarvan de anode is gemaakt. Voor een koperanode is deze straling ca. 8 keV, voor molybdeen ca. 18 keV. De totale belasting van een röntgenbuis is enkele kilowatts, het oppervlak waar de elektronen op de anode vallen is tussen 0,5 en 10 mm2 groot.
De röntgenstraling komt in alle richtingen uit de röntgenbuis; slechts een klein deel kan worden gebruikt (ongeveer 0,8%): bij het maken van een röntgenfoto kan alleen dat deel dat naar de patiënt wijst worden gebruikt (ongeveer 10% van die 0,8%), en in de röntgendiffractie zelfs een nog veel kleiner deel omdat slechts een heel dunne straal wordt gebruikt. Het is recent (sinds ca. 1998) mogelijk om röntgenstraling te focusseren met behulp van speciale spiegels (zie röntgenoptiek), maar zelfs met hulp van deze spiegels wordt in de diffractie meestal slechts 1 miljoenste deel van de geproduceerde straling werkelijk gebruikt: enkele milliwatts doelmatige straling uit een apparaat dat enkele kilowatts aan energie gebruikt. Om de straling uit de buis te laten bevat deze 1, 2 of 4 vensters die van beryllium zijn gemaakt: beryllium is een sterk metaal dat slechts heel weinig röntgenstraling absorbeert (zie röntgenabsorptie).
In de medische beeldvorming zien we twee soorten röntgenbuizen, die verschillen in de constructie van de anode.
Alle buizen bestaan uit een glazen huls waarin onder hoog vacuüm door de fabrikant alle componenten zijn ondergebracht.
Het ene type is dat met een vaste anode en het andere is voorzien van een draaiende anode.
Doordat alle buizen en omhullingen geheel gesloten zijn is het niet mogelijk een koelmedium van buiten te gebruiken zoals vroeger gebruikelijk was. De enige mogelijkheid is het afvoeren van de ontwikkelde warmte door straling.
De buis is daarom omgeven door een hoeveelheid absoluut luchtvrije, hoogwaardige olie. Er is een schakelaar gemonteerd die bij expansie van de olie door verhitting automatisch het stroomcircuit onderbreekt en zo de kostbare buis beschermt tegen overbelasting.

## Vaste anode
Dit is het oermodel, waarbij het anodelichaam meestal van koper is, dat een goede warmtegeleiding heeft. Op de plaats waar de elektronen de anode treffen is een plaatje (pastille) aangebracht van een metaal met een zeer hoog smeltpunt zoals wolfraam. Dit trefplaatje of target is enkele millimeters dik.
Doordat het elektronenbombardement altijd op exact dezelfde plaats gebeurt zal dit trefplaatje op den duur 'slijten', er zullen deeltjes van het target losslaan en na verloop van tijd bevinden zich in de buis dusdanig veel koper- en wolfraamatomen dat er eigenlijk geen sprake meer is van vacuüm. De elektronen van de kathode worden dan te gemakkelijk via de vrije atomen naar de anode geleid. Dit wordt een buis met 'doorslag' genoemd. Er zullen nauwelijks meer röntgenstralen ontstaan en de buis moet worden vervangen.
Een buis met vaste anode dient altijd ver beneden de maximale capaciteit te worden belast. Meestal wordt zo'n buis toegepast in toestellen met een klein vermogen zoals tandartstoestellen, portable en kleine mobiele units.
Het maximumvermogen ligt bij circa 100 kV en 100 mA (10 kW).
Het focus is meestal 2 × 2 mm2 of groter.

## Draaiende anode
Voor een betere verdeling van de hitte werd de draaiende anode ontwikkeld. Deze bestaat uit een massieve schotel van wolfraam of een legering van wolfraam met renium. De plaats waar de elektronen inslaan is niet beperkt tot ongeveer 1 cm2 maar vormt nu een cirkel over het schoteloppervlak, het lijnfocus. Ook kan een tweede gloeidraad worden gemonteerd in de kathode, die een kleiner of groter vlak bestrijkt op de anode. Een klein trefvlak (focus) geeft minder verstrooiing van de straling en dus minder geometrische onscherpte. Voor kleine objecten (handen, voeten, kleine gewrichten) kiest men het kleinst mogelijke focus voor een maximale detailweergave.
De anode wordt gevormd door de schotel, de steel en het anodelichaam dat fungeert als de rotor van een elektromotor. Aan de buitenzijde worden magneten gemonteerd (stator) die de anode zeer snel kunnen laten draaien. Afhankelijk van het type buis ligt de draaisnelheid tussen 4000 en 9000 toeren per minuut.
De hellingshoek van de anode ligt tussen 10° en 20°, veel kleiner dan van een vaste anode.
Buizen met draaiende anode hebben veel meer componenten dan vaste-anodebuizen en de aansturing vergt extra elektronica. Deze constructie is dan ook vele malen duurder dan de eenvoudige modellen. Het rendement van buizen met draaiende anode is echter vele malen groter en de toepassing van dit type is vrijwel onbegrensd.
Buizen met draaiende anode zijn in staat een vermogen van 150 kW te verwerken (150 kV en 1000 mA).
De thermische belastbaarheid van röntgenbuizen wordt uitgedrukt in HU (heat units).
Een andere techniek om röntgenstraling te maken is in een synchrotron.